# Maestro di Francoforte

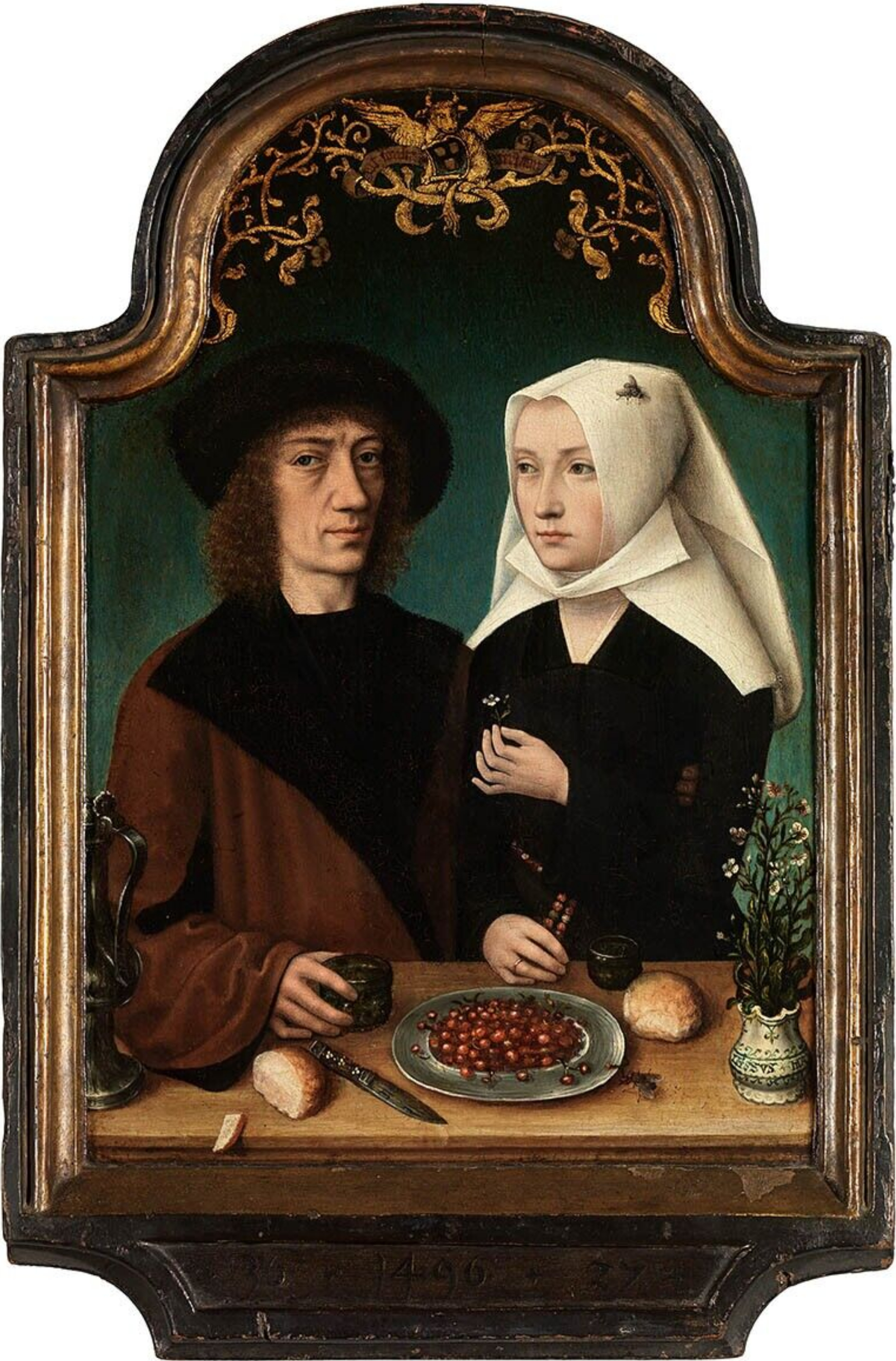
Maestro di Francoforte, Autoritratto dell'artista con la moglie, 1496. Museo reale di belle arti, di Anversa. Il dipinto, che conserva ancora la cornice originale, datata al 1496 mostra un doppio ritratto dell'artista e della moglie e il pittore ha incluso una mosca trompe l'oeil a dimensioni naturali, che sembra essersi posata sulla superficie del dipinto, un'allusione alla classica contesa artistica tra i pittori greci Zeusi e Parrasio.

Il Maestro di Francoforte (Anversa, 1460 – Anversa, ? 1533) è stato un pittore fiammingo.

## Biografia
Attivo nella città di Anversa nel periodo 1480 - 1520, è uno dei molti artisti anonimi che sono identificati dal loro stile di pittura, ma il cui nome non è conosciuto. È stato tuttavia ipotizzato che possa trattarsi di Hendrik van Wueluwe, un pittore noto nello stesso periodo a Anversa e morto nel 1533, del quale non si conosce alcun quadro.
Sebbene non abbia mai probabilmente visitato la città di Francoforte sul Meno, il suo nome deriva da due trittici che gli furono ordinati da committenti di quella città: la Sacra Famiglia conservata nel Frankfurt Historisches Museum (1503 ca.) e una Crocifissione del Städelsches Kunstinstitut. 

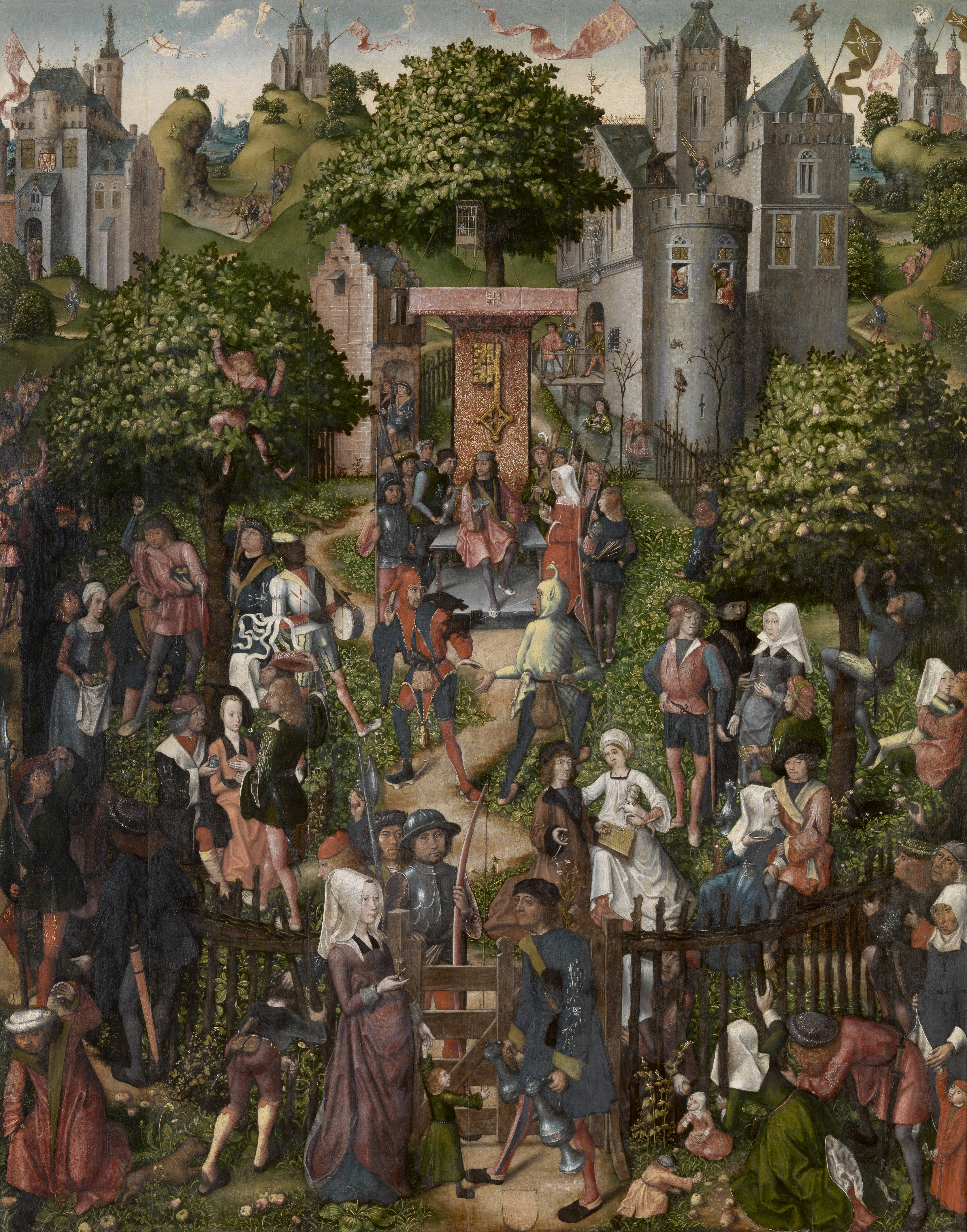
Maestro di Francoforte Festival degli arcieri, 1493. Museo reale di belle arti di Anversa. L'opera venne dipinta per la gilda degli antichi arcieri di Anversa

 Il suo dipinto Autoritratto dell'artista con la moglie, nella sua cornice originale, datato al 1496 e conservato presso il Museo reale di belle arti di Anversa, rivela che il pittore aveva 36 anni quando lo dipinse e che era un membro della gilda di San Luca a Anversa. Se si può identificarlo con van Wueluwe, sarebbe inoltre stato decano della gilda per sei volte.
Un altro dipinto che gli è stato attribuito è il Festival degli Arcieri (1493, conservato ancora nel Museo reale di belle arti di Anversa. 
In tutto gli vengono attribuite circa quaranta opere. È anche conosciuto per aver dipinto numerose copie di precedenti pittori dei Paesi Bassi, come Rogier van der Weyden e Hugo van der Goes. Insieme al più noto contemporaneo Quentin Metsys è stato il precursore della tradizione pittorica di Anversa.